# Поскочин, Иван Васильевич
Иван Васильевич Поскочин (1805—1886) — вице-адмирал, капитан над Петербургским портом.
Родился 25 февраля 1805 года. В 1816 году поступил в Морской кадетский корпус, из которого 1 марта 1822 года выпущен мичманом (гардемарин с 1819 года).
До 1825 года служил в Архангельске.
Переведённый в Кронштадт, он до 1854 года почти без перерывов плавал в Балтийском и Средиземном морях и в Финском заливе, служил на кораблях «Царь Константин», «Сисой Великий», фрегатах «Кастор» и «Елена». В 1828 году произведён в лейтенанты. В 1837 году назначен командиром шхуны «Америка», а через два года — шхуны «Дождь», с 1840 года командовал бригом «Агамемнон». Капитан 2-го ранга с 1846 года, капитан 1-го ранга с 1849 года.
В 1854—1855 годах Поскочин исправлял должность начальника штаба главного командира Кронштадтского порта, а в 1856 г., за отличие, оказанное при отражении атак англо-французского флота на Свеаборг и Кронштадт, произведён в контр-адмиралы с назначением капитаном над Петербургским портом.
Через два года Поскочин получил назначение состоять по Морскому министерству, в 1861 году произведён в вице-адмиралы с увольнением от службы.
Умер в Санкт-Петербурге 23 июля 1886 года, похоронен на Смоленском православном кладбище.
Среди прочих наград Поскочин имел орден св. Георгия 4-й степени, пожалованный ему 26 ноября 1848 года за проведение 18 морских кампаний (№ 7991 по кавалерскому списку Григоровича — Степанова).
Его сын, Константин, был тайным советником. Брат, Пётр, в чине капитан-лейтенанта в 1840 году был награждён орденом св. Георгия 4-й степени.